# Mary Honeyball
Mary Honeyball, née le 12 novembre 1952 à Weymouth, est une femme politique britannique, membre du Parti travailliste. Elle est députée européenne de 2000 à 2019.

## Biographie
Après des études au Somerville College d'Oxford, Mary Honeyball travaille dans le troisième secteur.
Candidate pour le Parti travailliste lors des élections européennes de 1999, elle n'est pas élue mais devient députée européenne en février 2000, à la suite de la démission de Pauline Green. Elle est élue en 2004, puis réélue en 2009 et enfin en 2014. Elle fait partie du groupe de l'Alliance progressiste des socialistes et démocrates au Parlement européen. Elle est membre de la commission de la culture et de l'éducation et de la commission des droits de la femme et de l'égalité des genres. 